# Arman Karamian
Arman Karamian, orm. Արման Քարամյան (ur. 14 listopada 1979 w Erywaniu, Armeńska SRR) – piłkarz ormiański grający na pozycji napastnika, reprezentant Armenii.
Arman jest bratem bliźniakiem Artawazda, który również gra w zespole FC Timișoara.

## Kariera klubowa
Karamian pochodzi ze stolicy Armenii Erywania. Piłkarską karierę rozpoczął w tamtejszym klubie Arabkir Erywań. W 1996 roku zadebiutował w jego barwach w lidze ormiańskiej. Po roku został zawodnikiem Pjunika Erywań, w którym, podobnie jak w Arabkirze, grał sporadycznie, ale został mistrzem Armenii w 1997 roku. W 1999 roku Karamian został zawodnikiem klubu Kilikia, kolejnego z Erywania i przez 2 lata zdobył dla niego 35 bramek w lidze. Dobra postawa w Kilikii zaowocowała w 2001 roku powrotem do Pjunika, w którym Karamian w końcu wywalczył miejsce w wyjściowej jedenastce. Zarówno w pierwszym jak i drugim sezonie gry zdobywał z Pjunikiem mistrzostwo kraju a w 2002 roku dołożył jeszcze Puchar Armenii, łącznie w obu sezonach zdobywając 57 goli.
Latem 2002 Arman wyjechał do Grecji, gdzie grał w pierwszoligowym Panachaiki GE. Latem 2003 został zawodnikiem Arsenału Kijów, ale nie zdołał się w nim przebić do pierwszej jedenastki i w lidze ukraińskiej zdobył tylko jednego gola. Nie przeszkodziło to jednak w transferze do rumuńskiego Rapidu Bukareszt, w którym był na ogół rezerwowym zawodnikiem. Dlatego przeszedł do FC Brașov, skąd w sezonie 2005/2006 był wypożyczony do klubu Gloria Bystrzyca. obfitym w sukcesy był dla niego, gdy z Rapidem zdobył Puchar Rumunii, wywalczył wicemistrzostwo kraju oraz dotarł do ćwierćfinału Pucharu UEFA. Sezon 2006/2007 rozpoczął w Ceahlăul Piatra Neamț. W trakcie sezonu Karamian przeniósł się do FCU Politehniki Timișoara, z którą zajął 7. miejsce.

## Kariera reprezentacyjna
W reprezentacji Armenii Karamian zadebiutował w 2000 roku. Od tego czasu jest podstawowym zawodnikiem kadry. Ma za sobą występy w eliminacjach do MŚ 2002, Euro 2004, MŚ 2006, Euro 2008 (wystąpił m.in. w przegranym 0:1 meczu z Polską).